# Bradenton Beach
Bradenton Beach est une ville américaine située dans le comté de Manatee en Floride.
D'abord appelée Cortez Beach, d'après le port voisin de Cortez, la ville adopte son nom actuel dans les années 1920, des promoteurs immobiliers souhaitant donner l'impression que Bradenton était en bord de mer. Bradenton Beach devient une municipalité en 1953.
Elle est située à l'extrémité sud de l'Île Anna Maria.

## Démographie
| 1960  | 1970  | 1980  | 1990  | 2000  | 2010  |
| ----- | ----- | ----- | ----- | ----- | ----- |
| 1 124 | 1 370 | 1 603 | 1 657 | 1 482 | 1 171 |

Selon le recensement de 2010, Bradenton Beach compte 1 171 habitants. La municipalité s'étend sur 1,19 milles carrés (3,08 km2), dont 0,52 milles carrés (1,35 km2) de terres.